# NAACP Image Awards 1996
Die NAACP Image Awards wurden Anfang 1996 zum 27. Mal von der National Association for the Advancement of Colored People (NAACP) vergeben. Die Verleihung fand im Pasadena Civic Auditorium in Pasadena, Kalifornien, USA statt. Die Zeremonie wurde von Whitney Houston und Denzel Washington moderiert.

## Gewinner und Nominierte im Bereich Film

### Bester Film
Warten auf Mr. Right
- Crimson Tide – In tiefster Gefahr
- Cry, the Beloved Country
- Teufel in Blau
- Othello

### Bester Hauptdarsteller
Denzel Washington – Crimson Tide – In tiefster Gefahr
- James Earl Jones – Cry, the Beloved Country
- Laurence Fishburne – Othello
- Morgan Freeman – Sieben
- Gregory Hines – Warten auf Mr. Right

### Beste Hauptdarstellerin
Angela Bassett – Warten auf Mr. Right
- Whoopi Goldberg – Kaffee, Milch und Zucker
- Jennifer Beals – Teufel in Blau
- Halle Berry – Die andere Mutter
- Whitney Houston – Warten auf Mr. Right

### Bester Nebendarsteller
Laurence Fishburne – Higher Learning – Die Rebellen
- Charles S. Dutton – Cry, the Beloved Country
- Don Cheadle – Teufel in Blau
- Ice Cube – Higher Learning – Die Rebellen
- Cuba Gooding junior – Outbreak – Lautlose Killer

### Beste Nebendarstellerin
Loretta Devine – Warten auf Mr. Right
- Regina Taylor – Clockers
- Alfre Woodard – Ein amerikanischer Quilt
- Maya Angelou – Ein amerikanischer Quilt
- Lela Rochon – Warten auf Mr. Right

## Gewinner und Nominierte im Bereich Fernsehen

### Beste Serie – Comedy
Living Single
- Ein schrecklich nettes Haus
- Martin
- Sister, Sister
- Der Prinz von Bel-Air

### Bester Serien-Hauptdarsteller – Comedy
Martin Lawrence – Martin
- Jaleel White – Alle unter einem Dach
- LL Cool J – Ein schrecklich nettes Haus
- John Henton – Living Single
- Will Smith – Der Prinz von Bel-Air

### Beste Serien-Hauptdarstellerin – Comedy
Erika Alexander – Living Single
- Kim Coles – Living Single
- Kim Fields – Living Single
- Queen Latifah – Living Single
- Tisha Campbell-Martin – Martin

### Bester Serien-Nebendarsteller – Comedy
Alfonso Ribeiro – Der Prinz von Bel-Air
- John Amos – Ein schrecklich nettes Haus
- Thomas Mikal Ford – Martin
- Carl Anthony Payne – Martin
- Daryl Mitchell – The John Larroquette Show

### Beste Serien-Nebendarstellerin – Comedy
Tichina Arnold – Martin
- Eartha Kitt – Living Single
- Marla Gibbs – Martin
- Nia Long – Der Prinz von Bel-Air
- Daphne Reid – Der Prinz von Bel-Air

### Beste Serie – Drama
New York Undercover
- Chicago Hope – Endstation Hoffnung
- Emergency Room – Die Notaufnahme
- Homicide
- Under One Roof

### Bester Serien-Hauptdarsteller – Drama
Malik Yoba – New York Undercover 
- Eriq La Salle – Emergency Room – Die Notaufnahme
- Andre Braugher – Homicide
- Yaphet Kotto – Homicide
- Avery Brooks – Star Trek: Deep Space Nine

### Beste Serien-Hauptdarstellerin – Drama
Della Reese – Ein Hauch von Himmel
- Cree Summer – Sweet Justice
- Cicely Tyson – Sweet Justice
- Victoria Rowell – Diagnose: Mord
- Vanessa Bell Calloway – Under One Roof

### Bester Serien-Nebendarsteller – Drama
Ice-T – New York Undercover
- Richard Pryor – Chicago Hope – Endstation Hoffnung
- Bill Nunn – New York Undercover
- Ossie Davis – The Client
- Malcolm-Jamal Warner – Ein Hauch von Himmel

### Beste Serien-Nebendarstellerin – Drama
Fatima Faloye – New York Undercover
- CCH Pounder – Emergency Room – Die Notaufnahme
- Gloria Reuben – Emergency Room – Die Notaufnahme
- Jasmine Guy – Melrose Place
- Vanessa A. Williams – Murder One

### Bester Fernsehfilm oder Miniserie
Die Ehre zu fliegen
- Children of the Dust
- Divas
- The Piano Lesson
- Tyson

### Bester Darsteller – Fernsehfilm/Miniserie
Laurence Fishburne – Die Ehre zu fliegen
- Sidney Poitier – Children of the Dust
- Charles S. Dutton – The Piano Lesson
- Andre Braugher – Die Ehre zu fliegen
- Cuba Gooding junior – Die Ehre zu fliegen

### Beste Darstellerin – Fernsehfilm/Miniserie
Alfre Woodard – The Piano Lesson
- Vanessa Lynn Williams – Bye Bye Birdie
- Regina Taylor – Children of the Dust
- Halle Berry – Salomon und die Königin von Saba
- CCH Pounder – Zooman

### Bester Darsteller – Seifenoper
Kristoff St. John – Schatten der Leidenschaft
- Keith Hamilton Cobb – All My Children
- Darnell Williams – The City
- Shemar Moore – Schatten der Leidenschaft
- Adam Lazarre-White – Schatten der Leidenschaft

### Beste Darstellerin – Seifenoper
Victoria Rowell – Schatten der Leidenschaft
- Kelli Taylor – All My Children
- Rosalind Cash – General Hospital
- Debbi Morgan – The City
- Tonya Lee Williams – Schatten der Leidenschaft